# Physalaemus fernandezae
Physalaemus fernandezae är en groddjursart som först beskrevs av Müller 1926.  Physalaemus fernandezae ingår i släktet Physalaemus och familjen Leiuperidae. IUCN kategoriserar arten globalt som livskraftig. Inga underarter finns listade i Catalogue of Life.